# دهستان مسافرآباد
دهستان مسافرآباد، یکی از دهستان‌های بخش رودخانه شهرستان رودان در استان هرمزگان ایران است. مرکز این دهستان، روستای نورآباد است.

## جمعیت
بر پایه سرشماری عمومی نفوس و مسکن در سال ۱۳۹۵، جمعیت دهستان مسافرآباد برابر با ۶٬۷۲۷ نفر بوده‌است.